# Rete tranviaria di Buenos Aires

Mappa della rete tranviaria come era nel 1938.

La rete tranviaria di Buenos Aires cominciò ad operare nel 1863 (dopo quella di New York nel 1832 e quelle di La Habana,Città del Messico e Santiago del Cile nel 1858)  espandendosi rapidamente, in quella che venne soprannominata la "Città dei tram" per avere il più alto rapporto tranvie per popolazione del mondo. Negli anni 1920, Buenos Aires aveva 875 km di tranvie e 99 linee di tram, che usavano 3.000 vetture che correvano per tutta la città. Entro il 1963, la vasta maggioranza della rete cominciò ad essere smantellata, benché alcuni servizi tranviari di minore importanza continuino ancora oggi nella città.

## Storia

### Tram a cavalli e a vapore

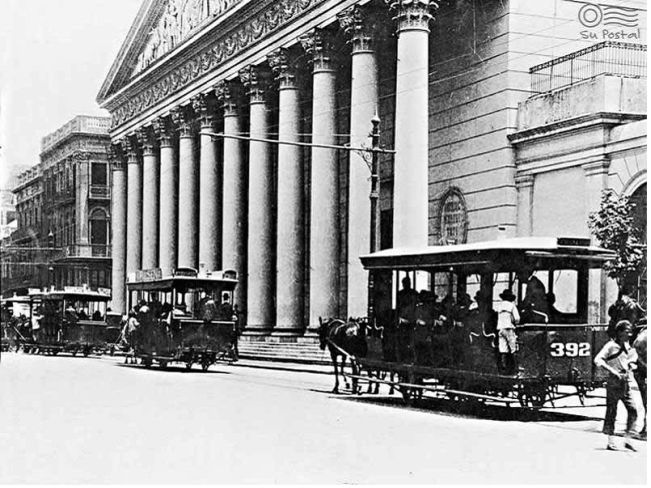
Tram a cavalli davanti alla cattedrale metropolitana di Buenos Aires.

I primi tram a cavalli cominciarono a circolare nella città nel 1863 come servizio ausiliario delle ferrovie, portando i passeggeri da Plaza de Mayo al capolinea di Retiro, dove si collegava alla Ferrovia del Nord di Buenos Aires. Un secondo servizio ausiliario a cavalli simile fu istituito tra Monserrat e il capolinea ferroviario di Constitución nel 1866 per servire la Ferrovia del Sud di Buenos Aires.
Le prime tranvie urbane furono inaugurate nel 1870 dal pioniere argentino Federico Lacroze e da suo fratello Julio. Queste due linee erano la Tranvia centrale (Tramway Central) dei fratelli Lacroze e la Tranvia 11 settembre (Tramway 11 de Septiembre) dei fratelli Méndez, che correvano entrambe parallelamente da Plaza de Mayo verso ovest a Plaza Miserere, attualmente sede della stazione Once de Septiembre. Le tranvie furono dapprima accolte con scetticismo dal pubblico, tuttavia entro il 1880 cominciarono ad apparire numerosi altri operatori tramviari - come la Compagnia Tranviaria Angloargentina - e la città alla fine sarebbe emersa come quella che aveva il più alto rapporto tranvie per popolazione del mondo, guadagnandosi per molti decenni una reputazione mondiale come la "Città dei tram". Durante questo periodo, fino all'elettrificazione, vi fu anche un'abbondanza di tram a vapore che sostituirono gradualmente anche quelli a cavalli.

### Elettrificazione della rete

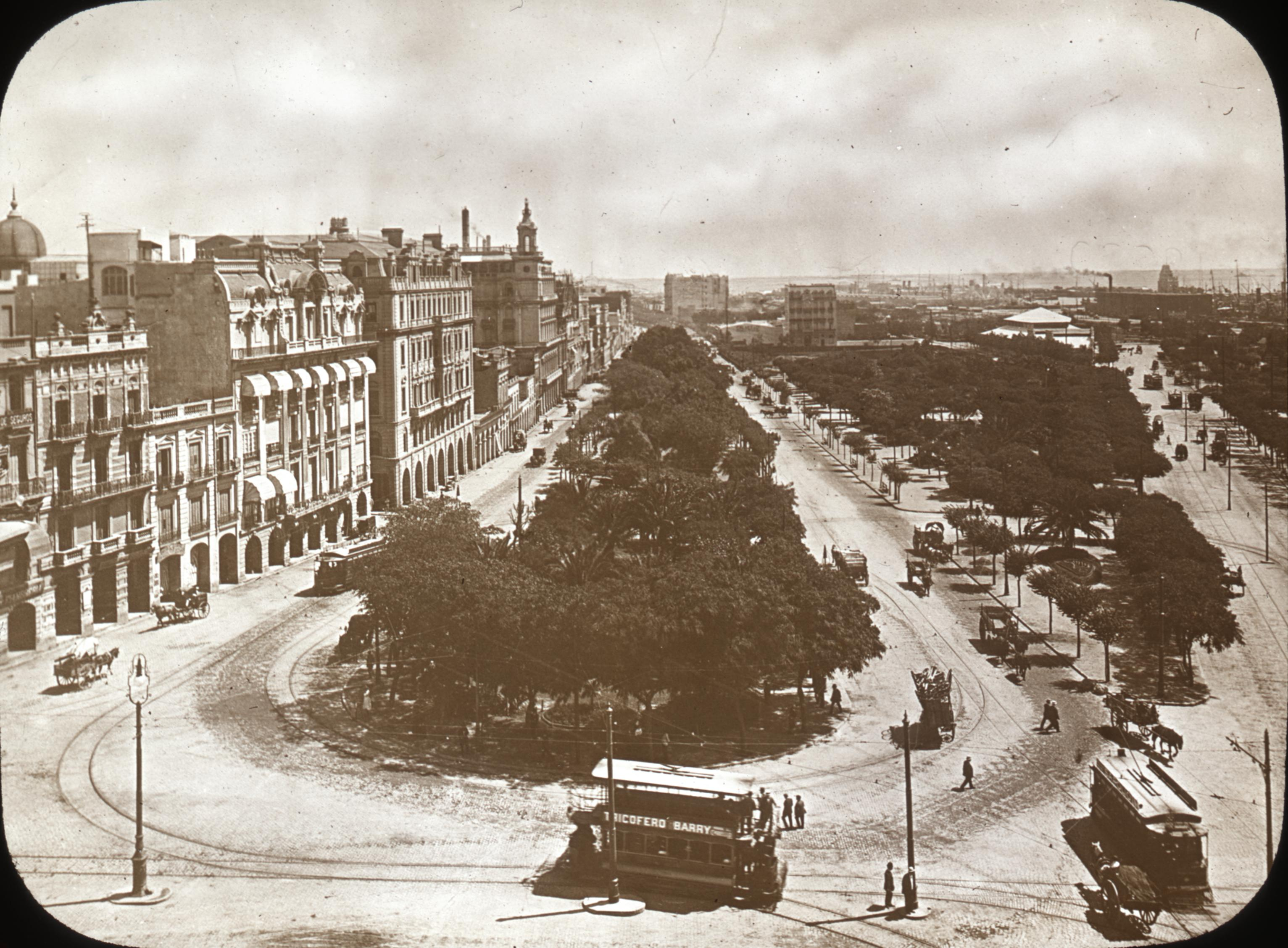
Tram elettrici circolanti a Buenos Aires.

Nel 1880 Fëdor Pirotskij creò il primo tram elettrico a San Pietroburgo e l'Argentina inaugurò il suo primo tram elettrico nel 1892 nella città di La Plata, a sud di Buenos Aires. Buenos Aires non avrebbe ricevuto i suoi primi tram elettrici fino al 1897 quando l'ingegnere nordamericano Charles Bright e l'ingegnere argentino Juan Mallol aprirono le loro linee "Buenos Ayres Electric Tramway" e "Tramways La Capital" nella città. Questi veicoli funzionavano a 30 km/h, che era considerato estremamente veloce per l'epoca e portò un giornalista scrivendo di un viaggio iniziale a riferirsi al tram elettrico come a "un veicolo furioso che mangia il terreno con la sua spaventosa velocità. Entro il 1914, gli ultimi tram a cavalli furono ritirati e la rete -ora molto più grande - era completamente elettrificata.
La Compagnie Générale de Tramways de Buenos-Ayres belga rilevò la Compagnia Tranviaria Angloargentina nel 1908 e standardizzò gran parte della rete, benché rimanessero molte compagnie argentine come la Compagnia Lacroze. All'inizio degli anni 1900 la rete si espanse rapidamente in conseguenza dell'elettrificazione e verso la metà degli anni 1920 il sistema aveva raggiunto la sua massima estensione di 875 km, con 3.000 veicoli che portavano 650 milioni di passeggeri all'anno su 99 linee servite da 12.000 dipendenti. Allo stesso tempo, alcune delle tranvie cominciarono a spostarsi sottoterra quando la Compagnia Tranviaria Angloargentina aprì la Linea A della metropolitana di Buenos Aires nel 1913, diventando la prima ferrovia sotterranea dell'America Latina, dell'emisfero meridionale e del mondo di lingua spagnola.

### XX secolo

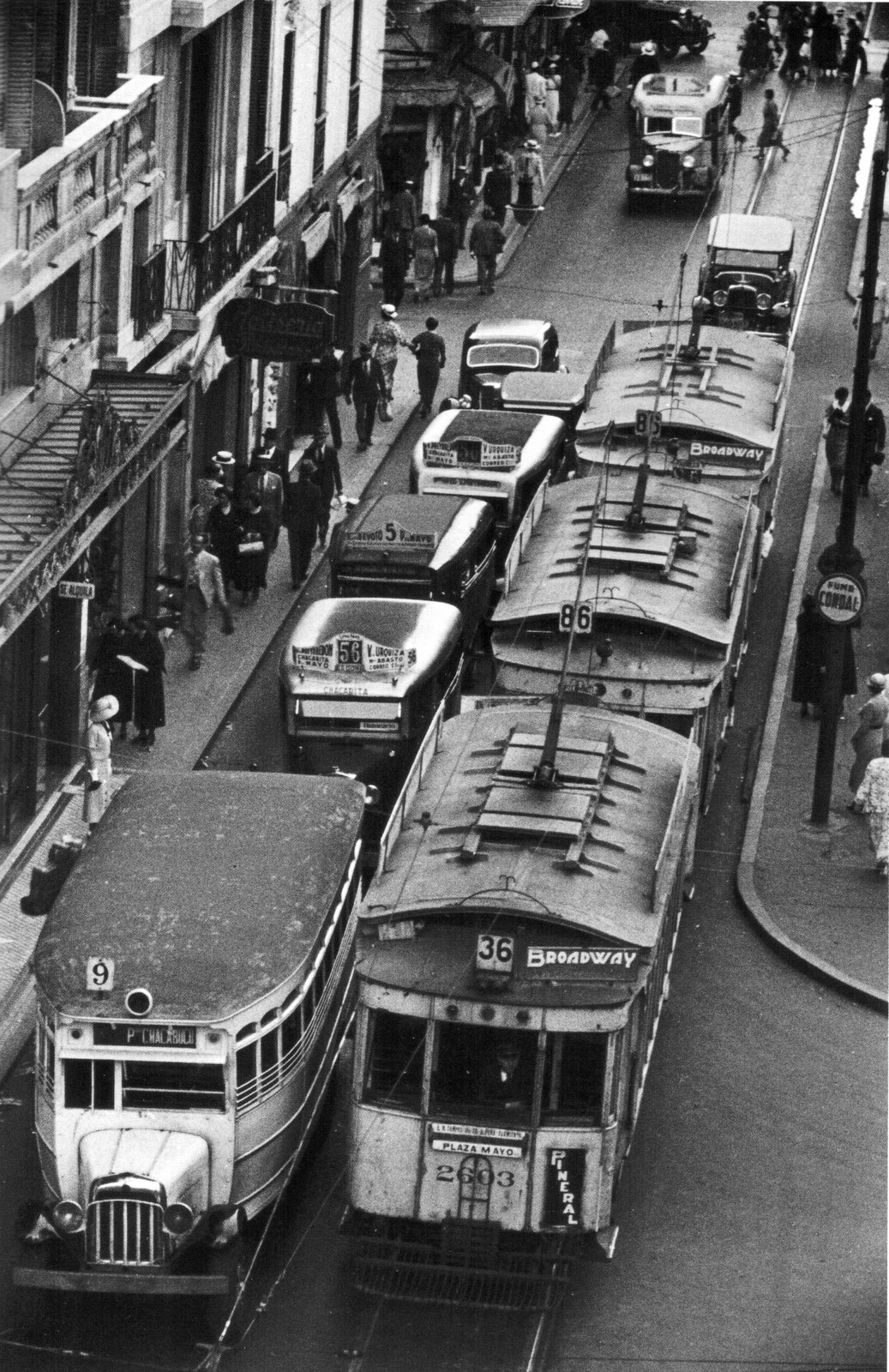
Autobus che competono con i tram (1936).

Nel 1922 cominciarono ad apparire in città i primi colectivos (autobus) ed entro il 1928 stavano competendo ferocemente con i tram, con molti operatori che arrivavano al punto di far correre i loro colectivos davanti ai tram per tentate di rubare loro i passeggeri. Tuttavia, i tram rimanevano davvero competitivi, anche arrivando al punto di offrire una speciale "tariffa per i lavoratori" nella quale le persone che usavano i tram dalle 5 fino alle 7 di mattina potevano ottenere una tariffa ridotta a metà del prezzo normale, qualcosa che fu in seguito abolito nel 1949.
La rete vide una specie di rinascita in seguito alla nazionalizzazione delle ferrovie del paese nel 1948, quando vi fu anche la creazione della Transportes de Buenos Aires (TBA) che incorporò i tram e gli autobus della città, mentre la Subterráneos de Buenos Aires (SBA) gestiva la metropolitana. Sotto questa nuova amministrazione, la rete vide quasi tutti i binari e le linee aeree, come pure il materiale rotabile, quasi completamente sostituito negli anni dal 1955 al 1961. Allo stesso tempo, questo periodo vide un significativo aumento del traffico, tanto che gli autobus a due piani furono rincorporati nella rete.
Tuttavia, questo ritorno e questa rapida crescita della rete ebbero vita breve, dal momento che nel 1961 - sotto la pressione di interessi privati minacciati da quello che essi percepivano essere un monopolio statale sul trasporto pubblico - il Congresso argentino approvò una legge che avrebbe previsto lo smantellamento della rete tranviaria, citando come motivi "l'obsolescenza come mezzo di trasporto" e il deficit di bilancio della TBA. Dal 1961 al 1963 il sistema fu gradualmente smantellato, malgrado quella che molti vedevano come un'età d'oro per le tranvie.
Gli ultimi tram cessarono di funzionare nel febbraio 1963, solo pochi giorni dopo il centesimo anniversario del primo tram a Buenos Aires. La maggior parte dei servizi tranviari videro sostituzioni dirette con le centinaia di autobus acquistati dal Governo argentino dalla Leyland Motors.

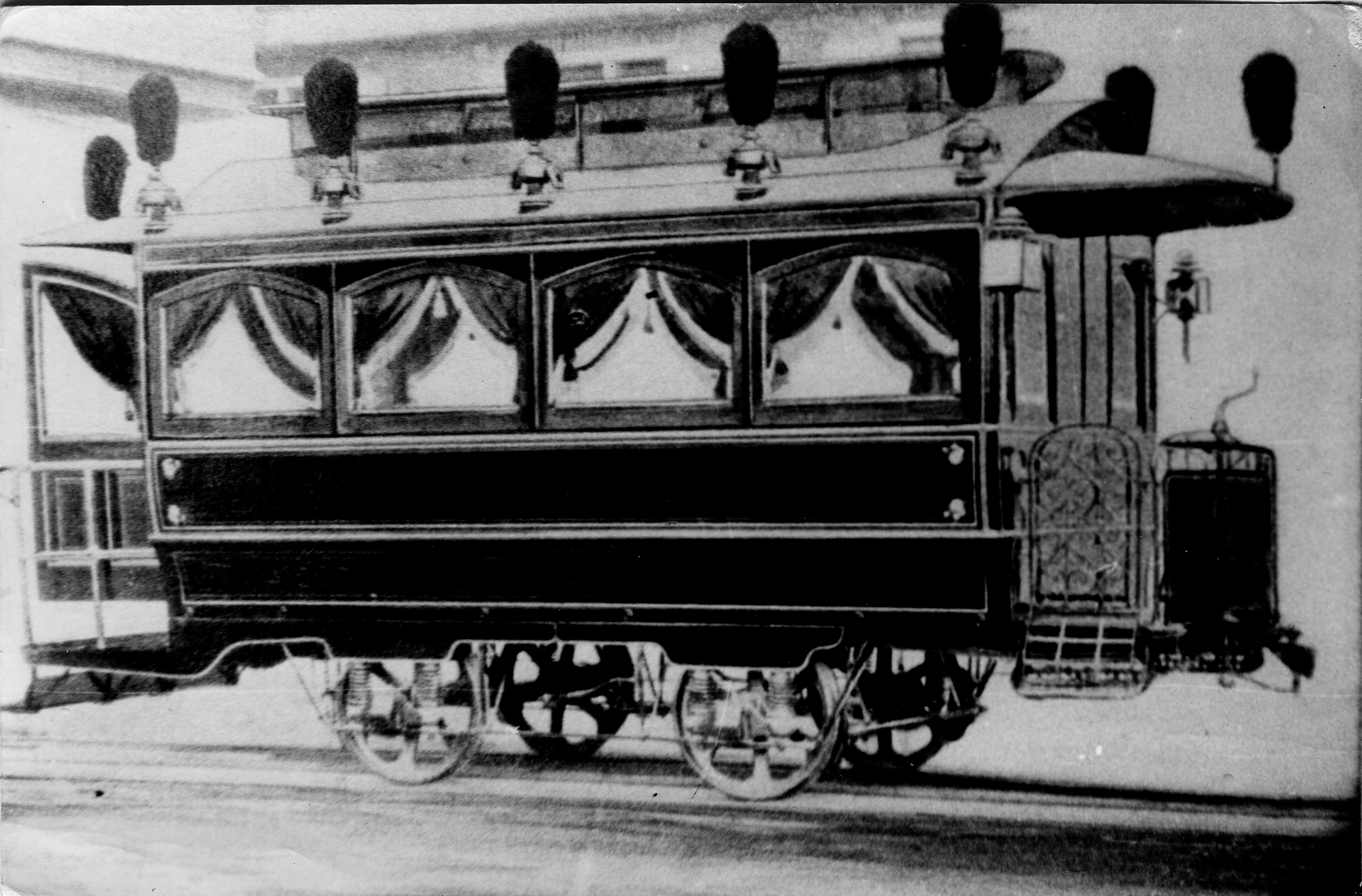
Un tram funebre della Compagnia Lacroze
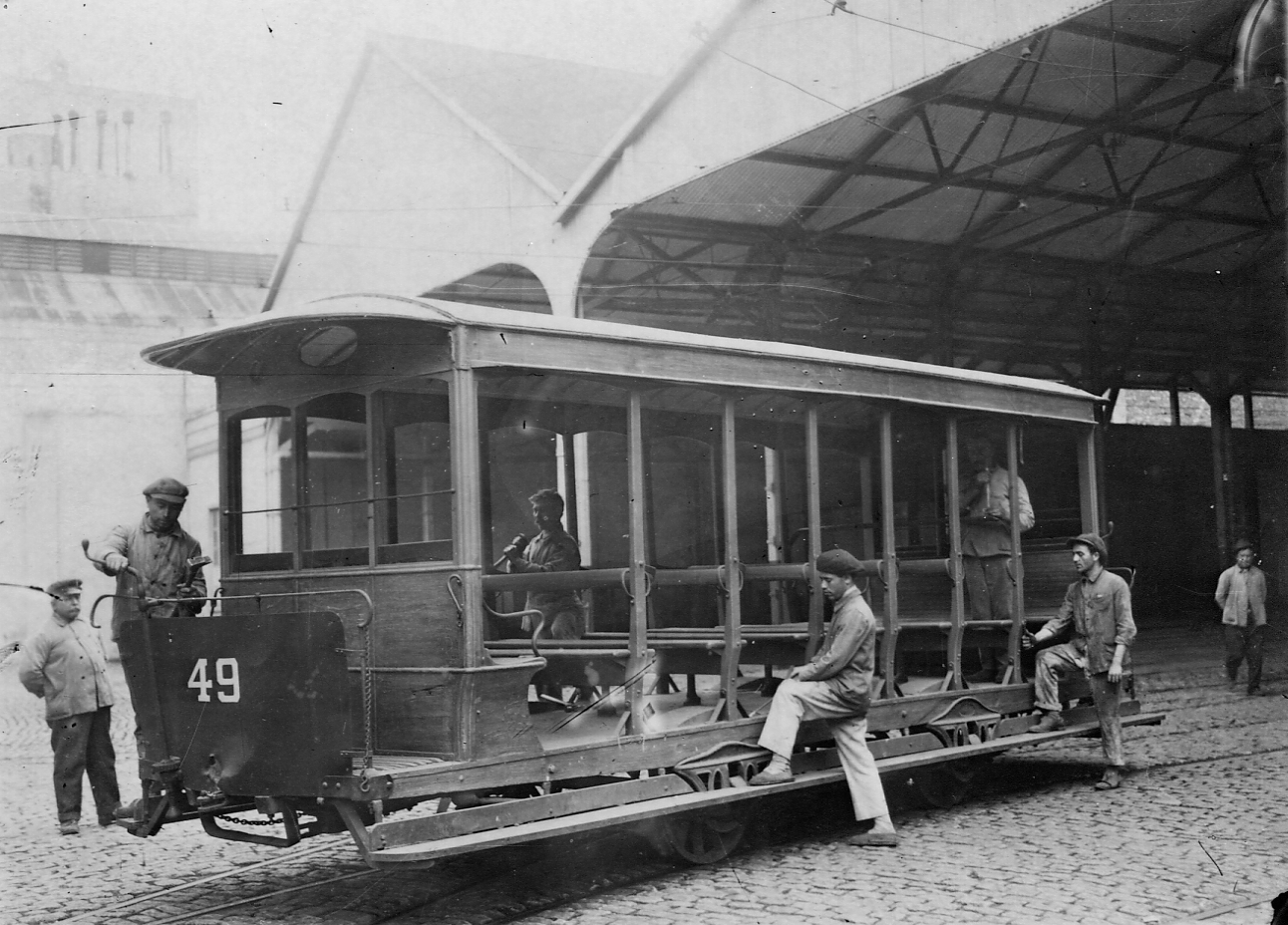
Un tram a cavallo della Compagnia Lacroze
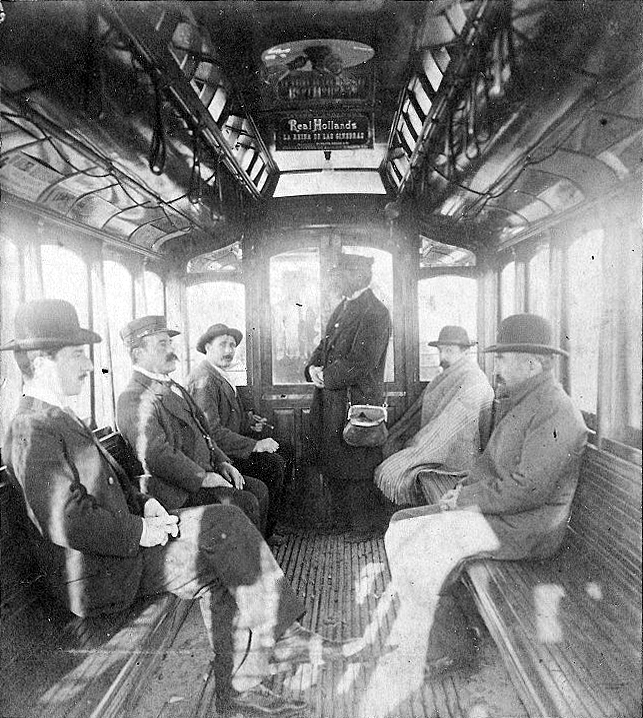
Passeggeri a bordo di un primo tram elettrico (1897)
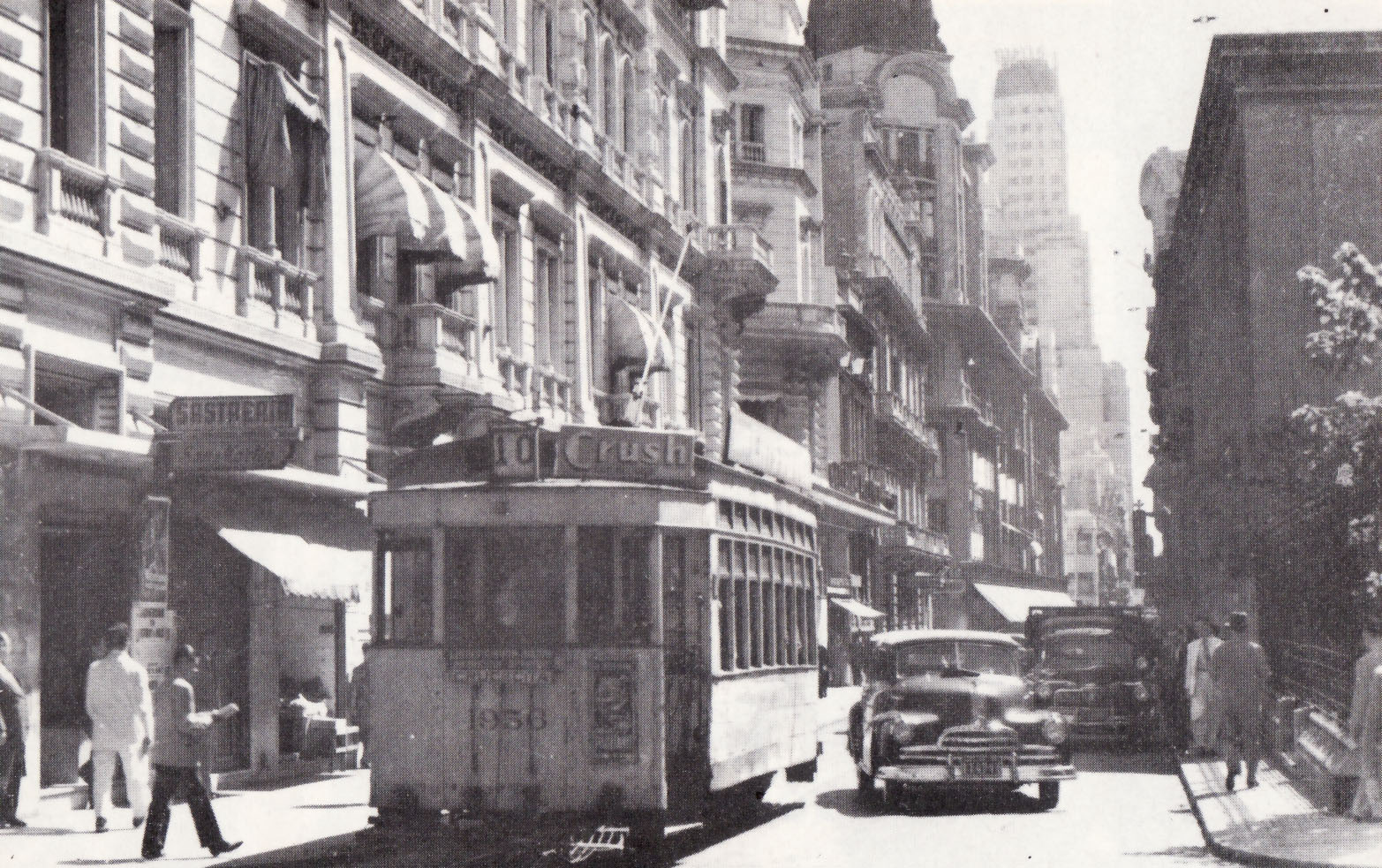
Tram elettrico (c. 1940)
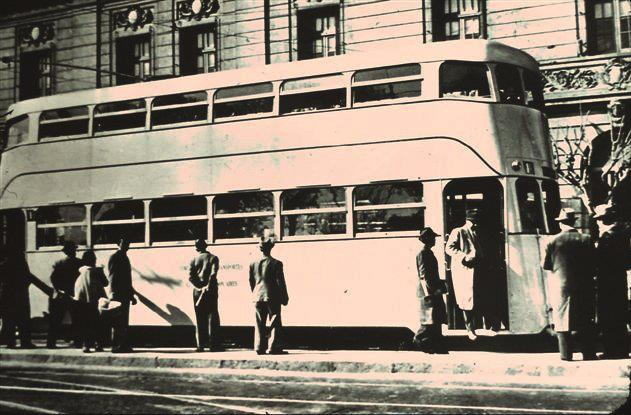
CATITA Imperial a due piani
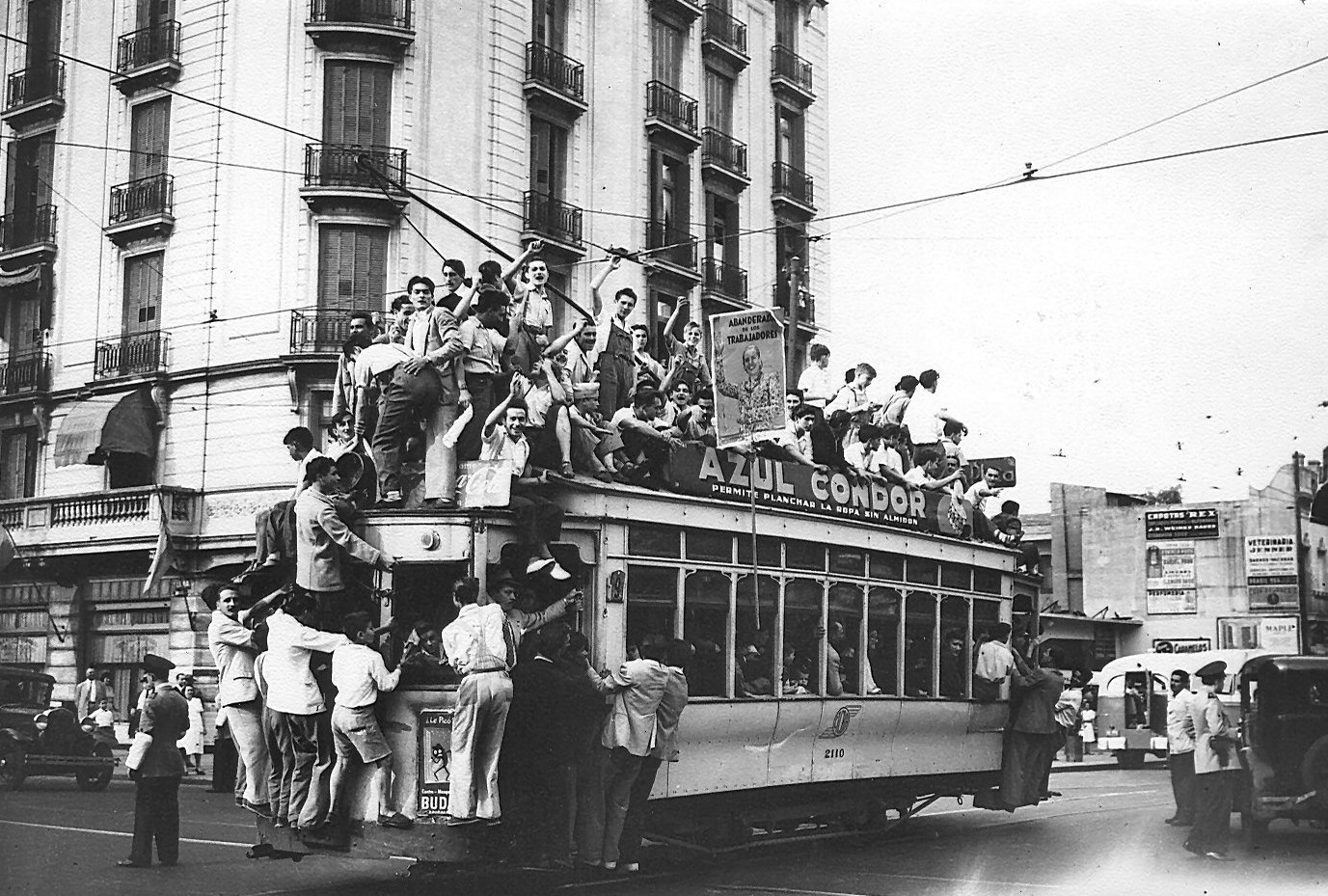
Lavoratori che celebrano la "nascita del peronismo"

## Linea P

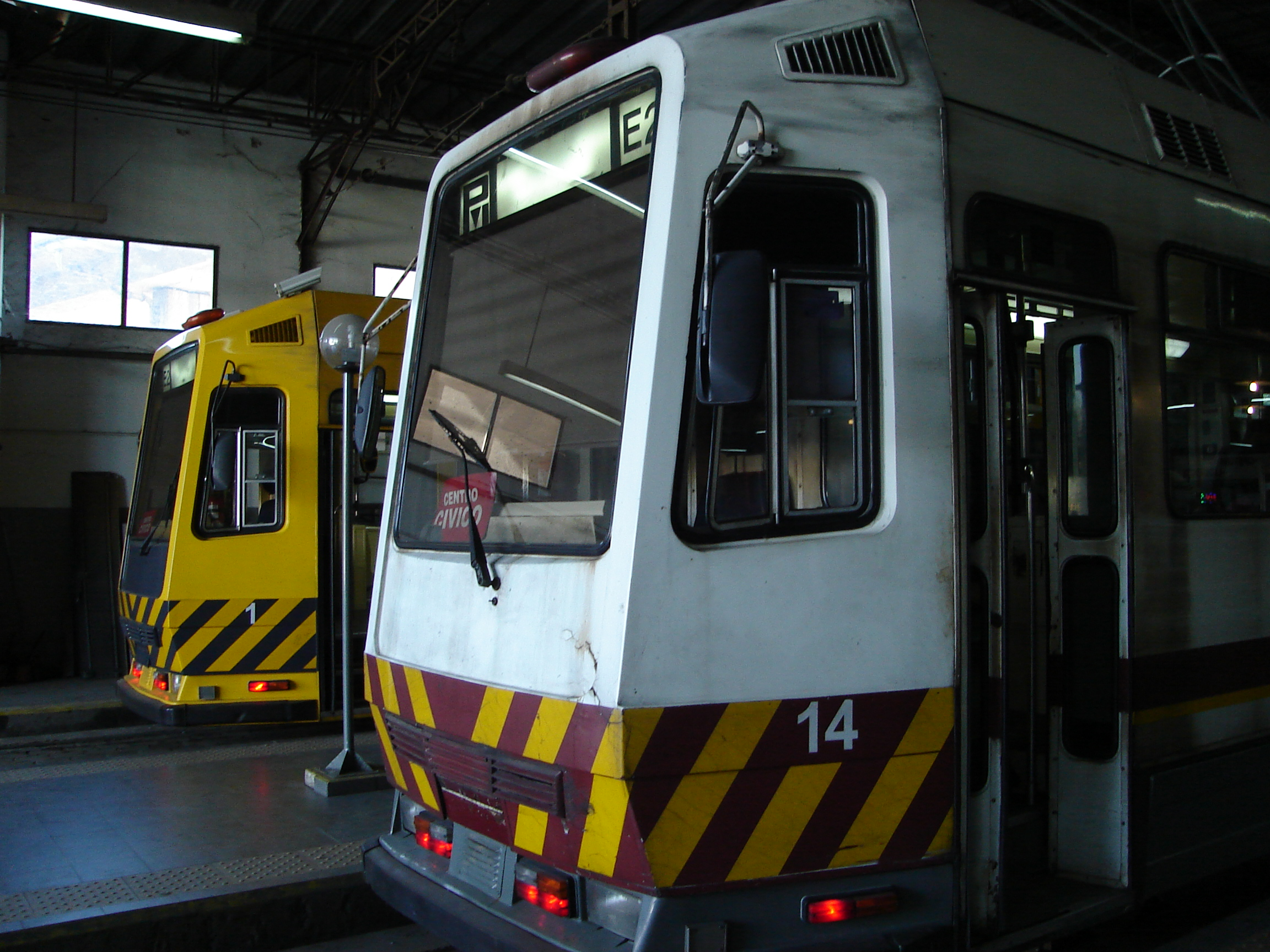
Original Materfer tram (foreground) with refurbished tram in the background.

La Linea P di Buenos Aires, detta anche Premetro o Linea E2, è una linea tranviaria lunga 7,4 km che aprì nel 1987 con l'intento di fungere da linea secondaria per la Linea E della metropolitana di Buenos Aires. È gestita attualmente dalla società privata Metrovías, che in città gestisce anche la metropolitana e la Linea Urquiza. Usa tram Materfer di costruzione argentina, benché per un breve periodo abbia usato vetture La Brugeoise ricondizionate della metropolitana mentre venivano costruiti i tram Materfer.
Originariamente dovevano esserci due linee PreMetro, tuttavia la seconda linea (E1) non fu mai costruita in seguito alla privatizzazione delle ferrovie del paese all'inizio degli anni 1990. Piani più recenti per costruire la linea (che, insieme alla E2, avrebbe servito alcune delle parti più povere della città) furono ulteriormente frustrati dopo la costruzione di una linea MetroBus a sud della città. Tuttavia, sono in corso piani per ristrutturare la linea E2 esistente, inclusa la costruzione di un nuovo capolinea e il restauro delle fermate della linea.

## Tranvia storica
Oggi, l'Associazione Amici della Tranvia (spagnolo: Asociación Amigos del Tranvía) mantiene e ristruttura numerosi tram dentro l'Officina Polvorín nel quartiere di Caballito, che serve anche come officina per la Linea A della metropolitana di Buenos Aires.
Il gruppo si formò nel 1980 e gestisce una tranvia storica nel quartiere, che spesso ospita bande jazz che suonano nei tram. Il servizio è gratuito ed è aperto il sabato e la domenica e nelle feste pubbliche durante tutto l'anno dalle 16 alle 19.30. La tranvia ha molti tram che risalgono fino all'inizio degli anni 1900 che vengono usati nel suo circuito di 2 km.
Come parte della sua continua opera di restauro e acquisizione di altri tram da aggiungere al suo museo, l'AAT acquisì anche alcune vetture La Brugeoise, che fino al 2013 servivano la Linea A della metropolitana, con l'intenzione di restaurarle e convertirle per usarle come tram, che era il loro uso originale prima della metropolitana.

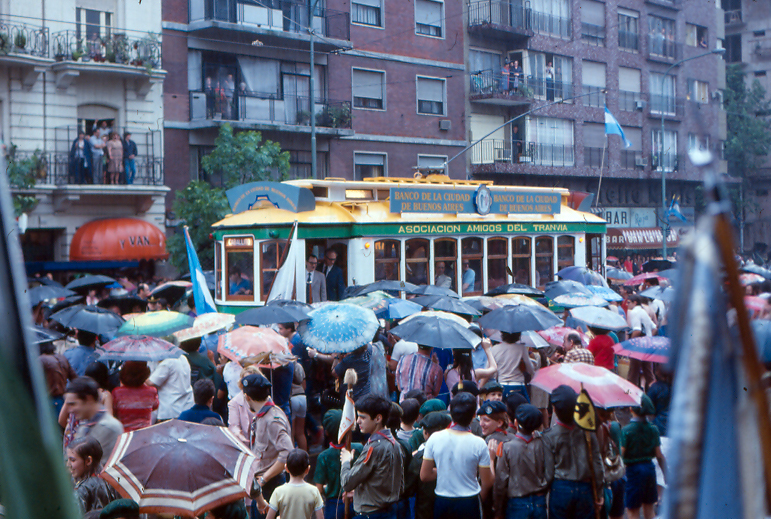
Viaggio inaugurale della tranvia storica nel 1980
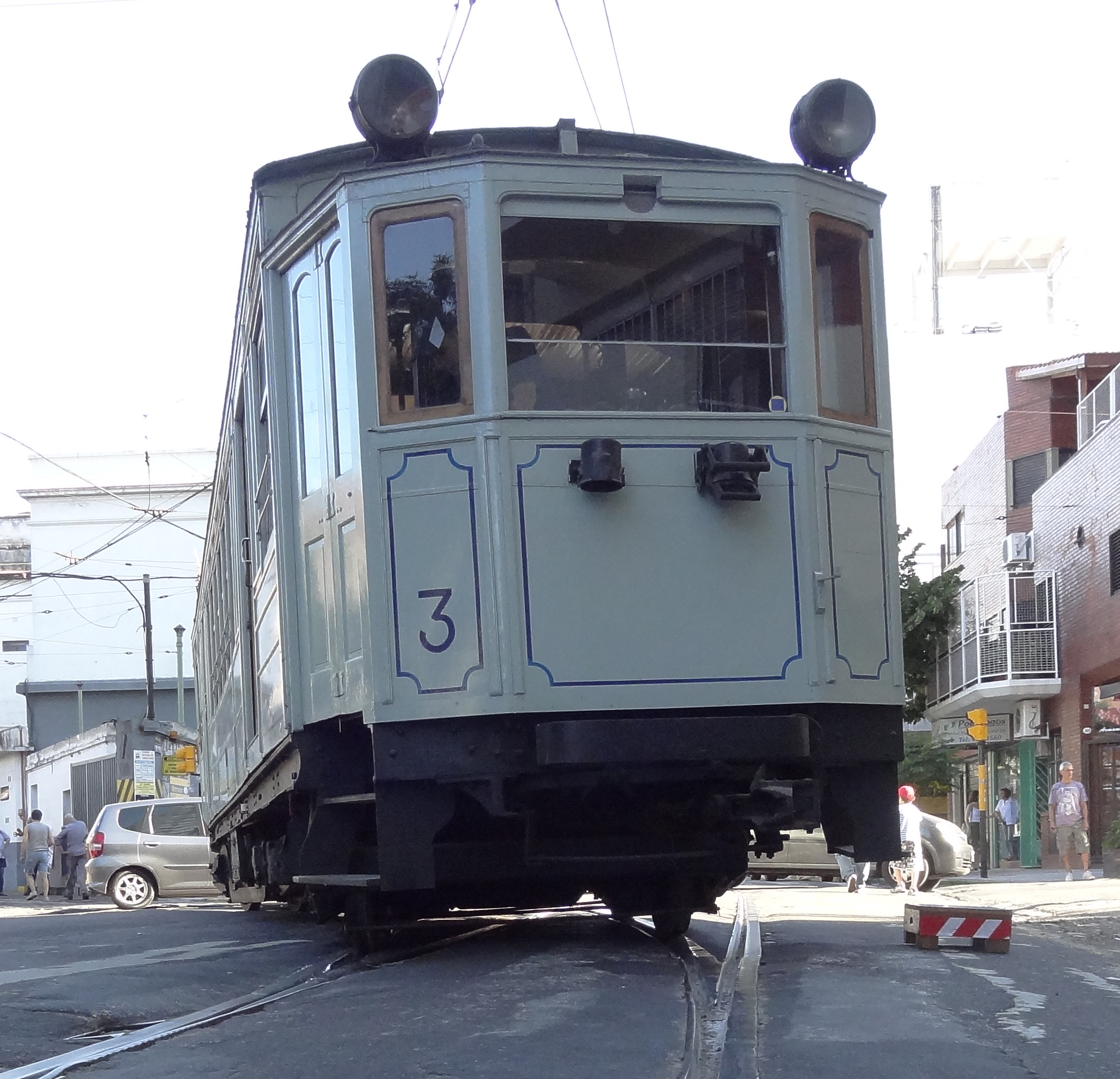
UEC Preston mentre lascia l'Officina Polvorín
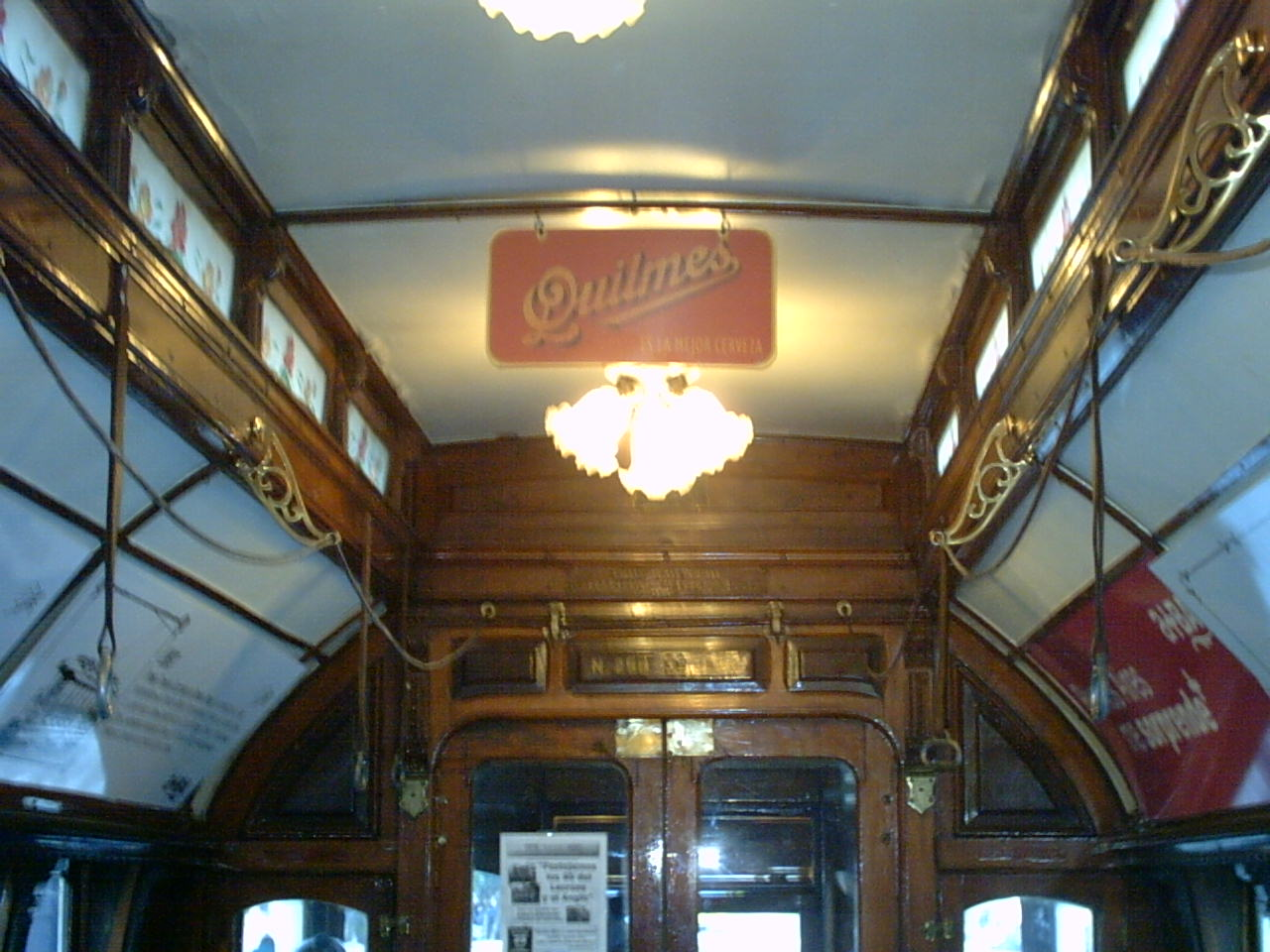
Interno di un tram dell'AAT
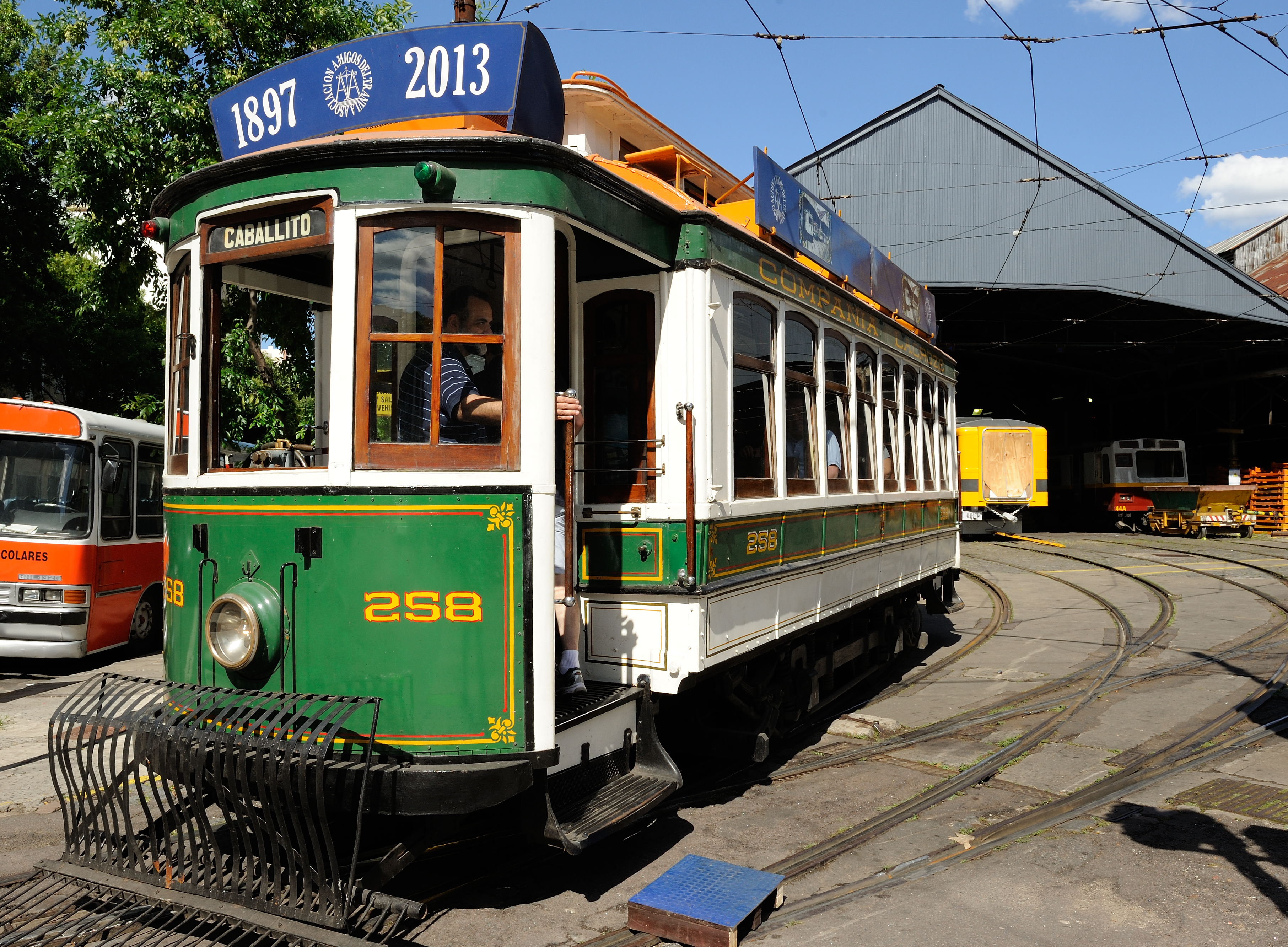
Un tram del 1927 presso l'Officina Polvorín
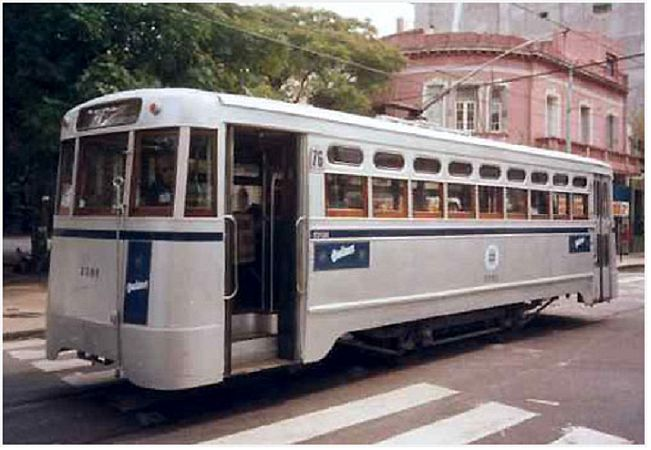
Un tram della Fabricaciones Militares degli anni 1950
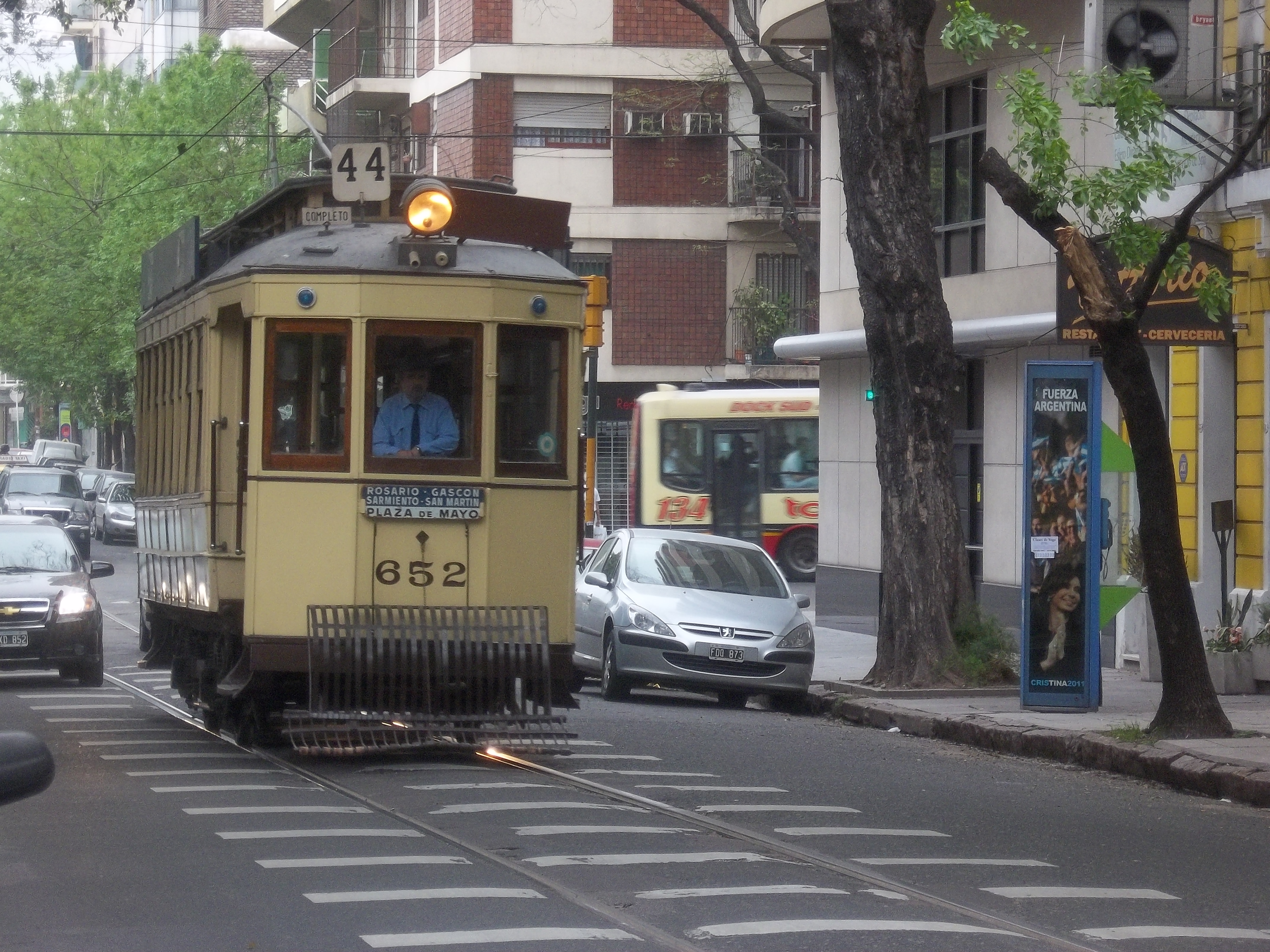
Tram a Caballito (Buenos Aires)

## Altri servizi

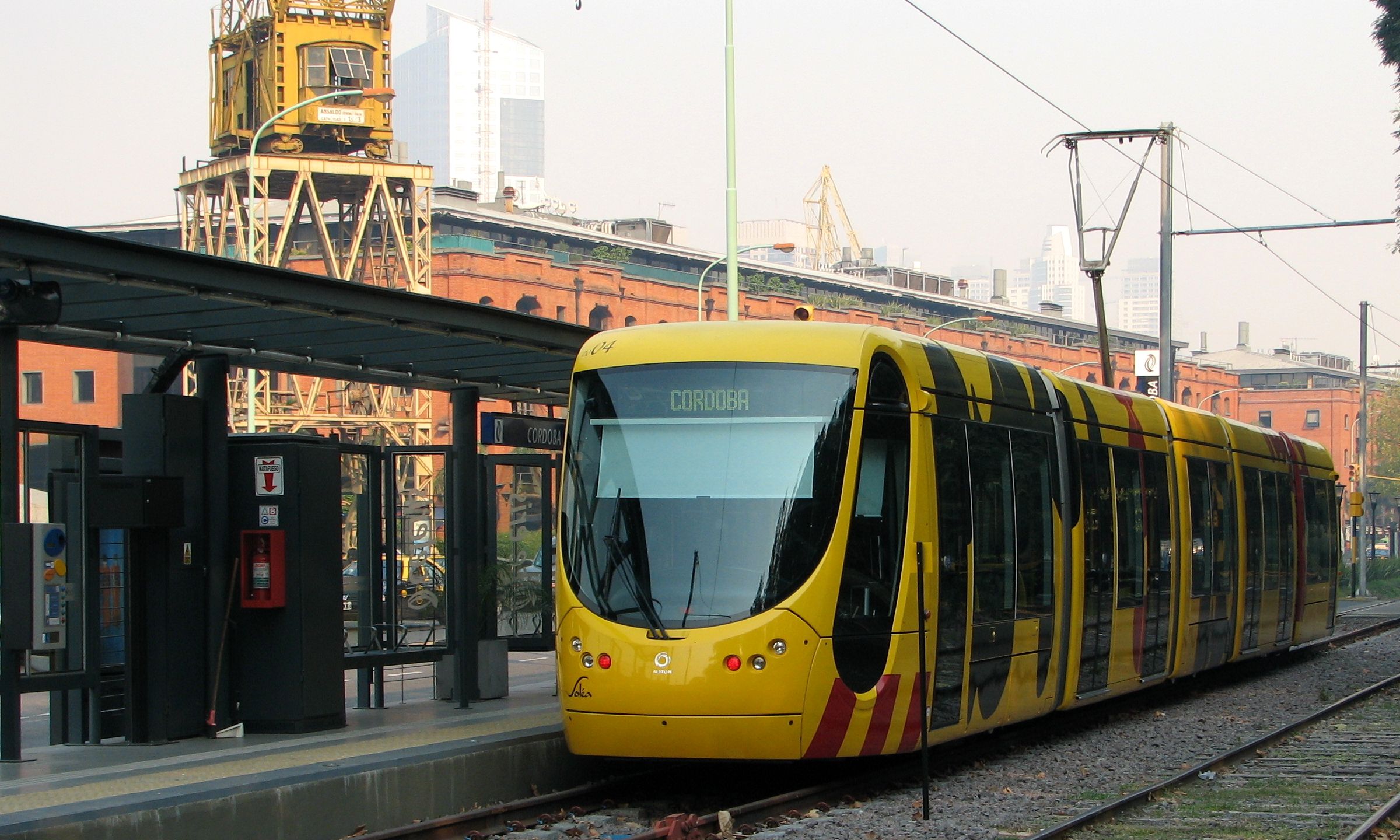
Tranvía del Este.

La Tranvía del Este, conosciuta che come Tranvía de Puerto Madero) era una linea di tram che corse a Puerto Madero dal 2007 al 2012 su una tratta lunga 2 km con 4 stazioni. La tranvia chiuse dopo aver sperimentato bassi numeri di passeggeri, in gran parte a causa del percorso rettilineo della linea che funzionava solo in una parte scarsamente popolata dell'area. Erano stati progettati prolungamenti alla stazione di Retiro e a La Boca, che avrebbero aggiunto 7 km extra alla linea, tuttavia i piani alla fine furono abbandonati.
Nella Grande Buenos Aires il Tren de la Costa, che usa tram articolati CAF, fu aperto nel 1995. Si collega alla Ferrovia General Bartolomé Mitre nel nord di Buenos Aires e corre da Olivos a Tigre.